# Gerd Michelsen
Gerd Michelsen (* 1948 in Flintbek) ist ein deutscher Volkswirt und Seniorprofessor für "Nachhaltigkeitsforschung" an der Leuphana Universität Lüneburg.
Michelsen studierte Volkswirtschaftslehre an den Universitäten Kiel und Freiburg i.Br. und promovierte in Freiburg zum 
Dr. rer. pol. Seine Habilitation erfolgte an der Universität Hannover. Seit 1995 ist er Professor an der Universität Lüneburg im Institut für Umweltkommunikation. Michelsen war maßgeblich an der Gründung des Fachbereichs "Umweltwissenschaften" und am Aufbau eines entsprechenden Diplomstudiengangs beteiligt (nach heutiger Leuphana-Konzeption wieder Fakultät, seit 2011 "Fakultät Nachhaltigkeit"). 
Gerd Michelsen war einer der Vizepräsidenten der Universität Lüneburg für Studium, Lehre und Weiterbildung (Mai 2004 bis April 2006). Er erhielt den B.A.U.M. Wissenschaftspreis 1998. Seit 2005 ist er Inhaber des 
UNESCO-Chair „Higher Education for Sustainable Development“.
Michelsen ist Mitglied der SPD.

## Publikationen
- (gem. mit Fritz Kalberlah) Der Fischer Öko-Almanach: Daten, Fakten, Trends der Umweltdiskussion. Frankfurt a. M.: Fischer 1981. ISBN 3-596-24037-9

| Personendaten    | Personendaten                           |
| ---------------- | --------------------------------------- |
| NAME             | Michelsen, Gerd                         |
| KURZBESCHREIBUNG | deutscher Volkswirt und Hochschullehrer |
| GEBURTSDATUM     | 1948                                    |
| GEBURTSORT       | Flintbek                                |